# Katie Leclerc
Katie Lynn Leclerc (San Antonio,  6 de novembro de 1986) é uma atriz estadunidense. Ela apareceu em várias séries televisivas, incluindo Veronica Mars e Fashion House. Em 2011, ela recebeu o papel principal na série Switched at Birth, como Daphne Vasquez.

## Vida pessoal
Katie Leclerc nasceu em San Antonio, Texas e cresceu em Lakewood, Colorado. Ela é a mais nova de três irmãos em uma pequena e unida família.  Apesar de interpretar uma personagem surda a atriz é ouvinte, sendo que aos 17 anos foi diagnosticada como tendo Síndrome de Meniere, um distúrbio degenerativo interno no ouvido cujos sintomas incluem perda auditiva, vertigem e tontura; seu pai e sua irmã também tem a Síndrome de Meniere. Embora seja ouvinte, para o papel na série Switched at Birth ela utiliza o sotaque de uma pessoa surda.
Katie Leclerc descobriu sua paixão por atuar na escola primária, quando ela conseguiu o papel principal na produção de Annie. Quando ela se mudou para San Diego, Katie seguiu fazendo teatro na Valley Center High. Ela pegou papéis em comerciais para Pepsi, Cingular, Comcast, e GE. Em 2006, ela esteve no vídeo de Rascal Flatts: "What Hurts the Most" como uma estudante na sala de aula. Ela começou sua carreira na televisão quando ela co-estrelou em Veronica Mars. Desde então, ela tem atuado em várias outras séries televisivas. Seu primeiro papel de atriz principal foi na série Trocadas ao nascer (Switched at Birth), onde ela interpreta Daphne Vasquez, uma garota que é surda e foi entregue a família errada no hospital logo depois de nascer. Em 2011, ela apareceu como namorada de Rajesh Koothrappali em The Big Bang Theory.Em 2013 participa do sexto episódio da quinta temporada de "Community ".

## Filmografia
| Ano  | Título           | Papel            | Notas                        |
| ---- | ---------------- | ---------------- | ---------------------------- |
| 2006 | Gravy Train      | Lydia Faye       | Curta metragem               |
| 2009 | Flying By        | Ally             |                              |
| 2009 | The Inner Circle | Claire           |                              |
| 2011 | Seven Lanterns   | Rachel Hawthorne | Curta metragem, pós-produção |
| 2011 | The Ones         | Katie            | Pós-produção                 |

| Ano       | Título                             | Papel             | Notas                                             |
| --------- | ---------------------------------- | ----------------- | ------------------------------------------------- |
| 2005      | Veronica Mars                      | Crystal           | Episódio: "Silence of the Lamb" (Season 1)        |
| 2006      | Fashion House                      | Sara              | 4 episódios                                       |
| 2007      | The Naked Trucker and T-Bones Show | Tokersville Queen | Episódio: "Saudações à América"                   |
| 2007      | Saints & Sinners                   | Bride             | Episódio: "Dance, Dance Revolução"                |
| 2008      | The Riches                         | Teen Girl         | Episódio: "Luzes de sexta à noite"                |
| 2008      | The Ex List                        | Mila              | Episódio: "Proteja e Sirva"                       |
| 2010      | The Hard Times of RJ Berger        | Deaf Girl         | Episódio: "Lily Pad"                              |
| 2011-2017 | Switched at Birth                  | Daphne Vasquez    | Protagonista                                      |
| 2011      | The Big Bang Theory                | Emily             | Episódio: "The Wiggly Finger Catalyst" (Season 5) |

2013     Community  Carol           Episódio "Analysis of Cork-Basede Networking "